# Lista över kyrkliga kulturminnen i Östergötlands län
Det här är en lista över kyrkliga kulturminnen i Östergötlands län.

## Boxholms kommun
| Namn                                             | Ursprunglig funktion                   | Byggår     | Arkitekt         | Plats      | Läge                 | Anläggnings-ID | Bild                                                                      |
| ------------------------------------------------ | -------------------------------------- | ---------- | ---------------- | ---------- | -------------------- | -------------- | ------------------------------------------------------------------------- |
| Blåviks kyrka (Blåvik 1:3)                       | Kyrka med begravningsplats (1 byggnad) | 1873       |                  | Blåvik     | 58.06012, 15.06203   |                | Se fler bilder av denna byggnad · Ladda upp en till bild av denna byggnad |
| Boxholms kyrka (Timmerö 3:1)                     | Kyrka med kyrkotomt (1 byggnad)        | 1897       | Gustaf Petterson | Boxholm    | 58.1891, 15.0541     |                | Se fler bilder av denna byggnad · Ladda upp en till bild av denna byggnad |
| Ekeby kyrka (Ekeby 7:1)                          | Kyrka med begravningsplats (1 byggnad) | 1100-talet |                  | Ekeby      | 58.25173, 15.04633   |                | Se fler bilder av denna byggnad · Ladda upp en till bild av denna byggnad |
| Malexanders kyrka (Malexanders klockaregård 3:2) | Kyrka med begravningsplats (1 byggnad) | 1881       | Ernst Jacobsson  | Malexander | 58.03291, 15.27764   |                | Se fler bilder av denna byggnad · Ladda upp en till bild av denna byggnad |
| Rinna kyrka (Rinna 13:1)                         | Kyrka med begravningsplats (1 byggnad) | 1803       | Olof Tempelman   | Rinna      | 58.285428, 14.958819 |                | Se fler bilder av denna byggnad · Ladda upp en till bild av denna byggnad |
| Åsbo kyrka (Åsbo kyrka 2:1)                      | Kyrka med begravningsplats (1 byggnad) | 1181       |                  | Åsbo       | 58.24039, 15.10872   |                | Se fler bilder av denna byggnad · Ladda upp en till bild av denna byggnad |

## Finspångs kommun
| Namn                                                | Ursprunglig funktion                   | Byggår     | Arkitekt             | Plats   | Läge                 | Anläggnings-ID | Bild                                                                      |
| --------------------------------------------------- | -------------------------------------- | ---------- | -------------------- | ------- | -------------------- | -------------- | ------------------------------------------------------------------------- |
| Folkströms kapell (Folkström 21:7)                  | Kyrka med kyrkotomt,Skola (1 byggnad)  | 1841       |                      |         | 58.83072, 15.51000   |                | Ladda upp en bild av denna byggnad                                        |
| Hällestads kyrka (Hällestad 3:1)                    | Kyrka med begravningsplats (1 byggnad) | 1895       |                      |         | 58.74283, 15.57520   |                | Ladda upp en till bild av denna byggnad                                   |
| Regna kyrka (Regna 5:1)                             | Kyrka med begravningsplats (1 byggnad) | 1914       | Gustaf Linden        |         | 58.89299, 15.69507   |                | Se fler bilder av denna byggnad · Ladda upp en till bild av denna byggnad |
| Rejmyre kapell (Rejmyre kyrka) (Rejmyre 1:100)      | Kapell (1 byggnad)                     | 1838       |                      | Rejmyre | 58.82945, 15.93214   |                | Se fler bilder av denna byggnad · Ladda upp en till bild av denna byggnad |
| Risinge gamla kyrka/S:ta Maria kyrka (Risinge 1:50) | Kyrka (1 byggnad)                      | 1100-talet |                      |         | 58.675064, 15.843928 |                | Se fler bilder av denna byggnad · Ladda upp en till bild av denna byggnad |
| Risinge nya kyrka (Risinge kyrka 6:2)               | Kyrka med begravningsplats (1 byggnad) | 1849       | Johan Adolf Hawerman |         | 58.702056, 15.847667 |                | Se fler bilder av denna byggnad · Ladda upp en till bild av denna byggnad |
| Skedevi kyrka (Skedevi klockarjord 3:1)             | Kyrka med begravningsplats (1 byggnad) | 1400-talet |                      |         | 58.93870, 15.88309   |                | Se fler bilder av denna byggnad · Ladda upp en till bild av denna byggnad |

## Kinda kommun
| Namn                                   | Ursprunglig funktion                     | Byggår     | Arkitekt | Plats | Läge                 | Anläggnings-ID | Bild                                    |
| -------------------------------------- | ---------------------------------------- | ---------- | -------- | ----- | -------------------- | -------------- | --------------------------------------- |
| Horns kyrka (Horns kyrka 1:1)          | Kyrka med begravningsplats (2 byggnader) | 1754       |          |       | 57.90107, 15.83852   |                | Ladda upp en till bild av denna byggnad |
| Hycklinge kyrka (Hycklinge 1:49)       | Kyrka med begravningsplats (1 byggnad)   | 1792       |          |       | 57.92273, 15.91602   |                | Ladda upp en till bild av denna byggnad |
| Hägerstads gamla kyrka (Hägerstad 3:1) | Kyrka med begravningsplats (2 byggnader) | 1200       |          |       | 58.08694, 15.76504   |                | Ladda upp en till bild av denna byggnad |
| Hägerstads kyrka (Säby 1:2)            | Kyrka med begravningsplats (1 byggnad)   | 1866       |          |       | 58.06923, 15.76499   |                | Ladda upp en till bild av denna byggnad |
| Kisa kyrka (Prosten 1)                 | Kyrka med begravningsplats (2 byggnader) | 1200-talet |          |       | 57.98985, 15.62923   |                | Ladda upp en till bild av denna byggnad |
| Kättilstads kyrka (Kättilstad 9:1)     | Kyrka med begravningsplats (2 byggnader) | 1760       |          |       | 58.09714, 15.76992   |                | Ladda upp en till bild av denna byggnad |
| Oppeby kyrka (Stjärnevik 6:2)          | Kyrka med begravningsplats (3 byggnader) | 1760       |          |       | 58.03422, 15.80826   |                | Ladda upp en till bild av denna byggnad |
| Tidersrums kyrka (Tidersrum 6:1)       | Kyrka med begravningsplats (3 byggnader) | 1200-talet |          |       | 57.926567, 15.494533 |                | Ladda upp en till bild av denna byggnad |
| Tjärstads kyrka (Tjärstad 3:1)         | Kyrka med begravningsplats (1 byggnad)   | 1778       |          |       | 58.11717, 15.71842   |                | Ladda upp en till bild av denna byggnad |
| Västra Eneby kyrka (Västra Eneby 2:1)  | Kyrka med begravningsplats (1 byggnad)   | 1780       |          |       | 58.01086, 15.70614   |                | Ladda upp en till bild av denna byggnad |

## Linköpings kommun
| Namn                                                        | Ursprunglig funktion                              | Byggår                               | Arkitekt              | Plats                    | Läge                 | Anläggnings-ID | Bild                                                                      |
| ----------------------------------------------------------- | ------------------------------------------------- | ------------------------------------ | --------------------- | ------------------------ | -------------------- | -------------- | ------------------------------------------------------------------------- |
| Allhelgonakyrkan (Malfors 4:61)                             | Kyrka sammanbyggd med församlingshem (1 byggnad)  | 1962                                 | Rolf Bergh            | Ljungsbro                | 58.50943, 15.49996   |                | Se fler bilder av denna byggnad · Ladda upp en till bild av denna byggnad |
| Bankekinds kyrka (Bankekinds kyrkojord 1:1)                 | Kyrka med begravningsplats (1 byggnad)            | 1759                                 |                       | Bankekind                | 58.37608, 15.82041   |                | Se fler bilder av denna byggnad · Ladda upp en till bild av denna byggnad |
| Berga kyrka (Laggkärlet 6)                                  | Kyrka sammanbyggd med församlingshem (1 byggnad)  | 1978                                 | Bo Sundberg           | Linköping                | 58.39299, 15.63943   |                | Se fler bilder av denna byggnad · Ladda upp en till bild av denna byggnad |
| Björkebergs kyrka (Björkeberg 1:15)                         | Kyrka med begravningsplats (1 byggnad)            | 1100-talet                           |                       | Björkeberg               | 58.45368, 15.39364   |                | Se fler bilder av denna byggnad · Ladda upp en till bild av denna byggnad |
| Flistads kyrka (Flistad 9:1)                                | Kyrka med begravningsplats (1 byggnad)            | 1100-talet                           |                       | Flistad                  | 58.47569, 15.41306   |                | Se fler bilder av denna byggnad · Ladda upp en till bild av denna byggnad |
| Gammalkils kyrka (Gammalkil 1:1)                            | Kyrka med begravningsplats (1 byggnad)            | 1801                                 |                       | Gammalkil                | 58.31283, 15.39599   |                | Se fler bilder av denna byggnad · Ladda upp en till bild av denna byggnad |
| Gistads kyrka (Gistads prästgård 2:1)                       | Kyrka med begravningsplats (1 byggnad)            | 1864                                 | Albert Törnqvist      | 3 km sydost om Gistad    | 58.454444, 15.923889 |                | Se fler bilder av denna byggnad · Ladda upp en till bild av denna byggnad |
| Kaga kyrka (Kaga 4:5)                                       | Kyrka med begravningsplats (1 byggnad)            | 1100-talet                           |                       |                          | 58.45323, 15.52928   |                | Se fler bilder av denna byggnad · Ladda upp en till bild av denna byggnad |
| Kärna kyrka (Kärna 2:2)                                     | Kyrka med begravningsplats (1 byggnad)            | 1834 (1934)                          |                       | Malmslätt                | 58.41744, 15.52414   |                | Se fler bilder av denna byggnad · Ladda upp en till bild av denna byggnad |
| Lambohovskyrkan (Isskrapan 1)                               | Kyrka                                             | 1987                                 |                       |                          | koordinater saknas   |                | Ladda upp en till bild av denna byggnad                                   |
| Landeryds kyrka (Landeryd 6:55)                             | Kyrka med begravningsplats (1 byggnad)            | 1100-tal                             |                       | Landeryds kyrkby         | 58.368889, 15.724444 |                | Se fler bilder av denna byggnad · Ladda upp en till bild av denna byggnad |
| Ledbergs kyrka (Ledberg 12:1)                               | Kyrka med begravningsplats (1 byggnad)            | 1851                                 |                       | Ledberg                  | 58.44193, 15.44684   |                | Se fler bilder av denna byggnad · Ladda upp en till bild av denna byggnad |
| Lilla Aska kapellkrematorium (griftegård) (Åsdymlingen 5:3) | Gravkapell med begravningsplats (1 byggnad)       | 1989                                 | Ove Hidemark          | Slaka                    | 58.36420, 15.56787   |                | Se fler bilder av denna byggnad · Ladda upp en till bild av denna byggnad |
| Lillkyrka kyrka (Skeppsås 1:1)                              | Kyrka med begravningsplats (1 byggnad)            | 1200-talet                           |                       |                          | 58.49312, 15.89873   |                | Se fler bilder av denna byggnad · Ladda upp en till bild av denna byggnad |
| Linköpings domkyrka (Innerstaden 1:35)                      | Kyrka med kyrkotomt (inga registrerade byggnader) | 1100-talet                           |                       | Linköping                | 58.411086, 15.616614 |                | Se fler bilder av denna byggnad · Ladda upp en till bild av denna byggnad |
| Ljungs kyrka (Ljung 1:9)                                    | Kyrka med begravningsplats (1 byggnad)            | 1797                                 |                       | Ljung                    | 58.52392, 15.45182   |                | Se fler bilder av denna byggnad · Ladda upp en till bild av denna byggnad |
| Mikaelskyrkan (Ostkniven 4)                                 | Herrgård (1 byggnad)                              | 1760-talet (ombyggd till kyrka 1972) |                       | Linköping                | 58.40973, 15.56709   |                | Se fler bilder av denna byggnad · Ladda upp en till bild av denna byggnad |
| Nykils kyrka (Nykil 3:1)                                    | Kyrka med begravningsplats (1 byggnad)            | 1786                                 |                       | Nykil                    | 58.28923, 15.44764   |                | Se fler bilder av denna byggnad · Ladda upp en till bild av denna byggnad |
| Rappestads kyrka (Rappestad 14:1)                           | Kyrka med begravningsplats (1 byggnad)            | 1807                                 |                       | Rappestad                | 58.40154, 15.41657   |                | Se fler bilder av denna byggnad · Ladda upp en till bild av denna byggnad |
| Rystads kyrka (Rystad 3:1)                                  | Kyrka med begravningsplats (1 byggnad)            | 1796                                 |                       |                          | 58.45033, 15.71201   |                | Se fler bilder av denna byggnad · Ladda upp en till bild av denna byggnad |
| Sankt Hans kyrka (Risfältet 4)                              | Kyrka sammanbyggd med församlingshem (1 byggnad)  | 1973                                 | Kristian Kronström    | Linköping                | 58.38078, 15.67850   |                | Se fler bilder av denna byggnad · Ladda upp en till bild av denna byggnad |
| Sankt Lars kyrka (Innerstaden 1:25)                         | Kyrka (1 byggnad)                                 | 1100-talet                           |                       | Linköping                | 58.41141, 15.62519   |                | Se fler bilder av denna byggnad · Ladda upp en till bild av denna byggnad |
| Sankta Maria i Johannelund (Tomten 4)                       | Kyrka (1 byggnad)                                 | 1963                                 | Höjer & Ljungqvist    | Linköping                | 58.39600, 15.66344   |                | Ladda upp en till bild av denna byggnad                                   |
| Sjögestads kyrka (Sjögestad 21:1)                           | Kyrka med begravningsplats (1 byggnad)            | 1862                                 | Edvard von Rothstein  | Sjögestad                | 58.36696, 15.37253   |                | Se fler bilder av denna byggnad · Ladda upp en till bild av denna byggnad |
| Skeda kyrka (Skeda kyrka 1:1)                               | Kyrka med begravningsplats (1 byggnad)            | 1200-talet                           |                       |                          | 58.346342, 15.562214 |                | Se fler bilder av denna byggnad · Ladda upp en till bild av denna byggnad |
| Skäggetorps kyrka (Gravanden 1)                             | Kyrka sammanbyggd med församlingshem (1 byggnad)  | 1975                                 | Kai Bro Sörensen      | Rystad                   | 58.42509, 15.57879   |                | Se fler bilder av denna byggnad · Ladda upp en till bild av denna byggnad |
| Slaka kyrka (Sofia Albertina kyrka) (Slaka 1:1)             | Kyrka med begravningsplats (1 byggnad)            | 1783                                 |                       | Slaka                    | 58.37124, 15.55608   |                | Se fler bilder av denna byggnad · Ladda upp en till bild av denna byggnad |
| Stjärnorps kyrka (Stjärnorp 1:3)                            | Kyrka med begravningsplats (1 byggnad)            | 1661                                 |                       | Stjärnorps slott         | 58.53209, 15.57872   |                | Se fler bilder av denna byggnad · Ladda upp en till bild av denna byggnad |
| Tannefors kyrka (Kamelen 9)                                 | Kyrka (1 byggnad)                                 | 1964                                 | Axel och John Kandell | Tannefors                | 58.40726, 15.64372   |                | Se fler bilder av denna byggnad · Ladda upp en till bild av denna byggnad |
| Tomaskyrkan (Idrottsgrenen 2)                               | Kyrka                                             | 1993                                 |                       |                          | koordinater saknas   |                | Ladda upp en bild av denna byggnad                                        |
| Törnevalla kyrka (Törnevalla 5:1)                           | Kyrka med begravningsplats (1 byggnad)            | 1817                                 | Samuel Enander        |                          | 58.45164, 15.82989   |                | Se fler bilder av denna byggnad · Ladda upp en till bild av denna byggnad |
| Ulrika kyrka (Amundebo 1:21)                                | Kyrka med begravningsplats (1 byggnad)            | 1737                                 |                       | Ulrika                   | 58.12417, 15.43567   |                | Se fler bilder av denna byggnad · Ladda upp en till bild av denna byggnad |
| Vidingsjö kyrka (Rapsfröet 1)                               | Kyrka                                             | 1978                                 |                       |                          | koordinater saknas   |                | Ladda upp en till bild av denna byggnad                                   |
| Vikingstads kyrka (Vikingstads kyrka 1:1)                   | Kyrka med begravningsplats (1 byggnad)            | 1785                                 |                       | 3 km söder om Vikingstad | 58.36300, 15.45036   |                | Se fler bilder av denna byggnad · Ladda upp en till bild av denna byggnad |
| Vreta klosters kyrka (Vreta kloster 1:1 o 1:9)              | Kloster,Kyrka med begravningsplats (1 byggnad)    | 1110 (cirka)                         |                       |                          | 58.48209, 15.51787   |                | Se fler bilder av denna byggnad · Ladda upp en till bild av denna byggnad |
| Vårdsbergs kyrka (Vårdsberg 10:1)                           | Kyrka med begravningsplats (1 byggnad)            | 1100-talet                           |                       |                          | 58.40393, 15.75179   |                | Se fler bilder av denna byggnad · Ladda upp en till bild av denna byggnad |
| Västerlösa kyrka (Västerlösa 17:1)                          | Kyrka med begravningsplats (1 byggnad)            | 1796                                 |                       |                          | 58.42127, 15.34731   |                | Se fler bilder av denna byggnad · Ladda upp en till bild av denna byggnad |
| Örtomta kyrka (Örtomta kyrka 1:1)                           | Kyrka med begravningsplats (1 byggnad)            | 1856                                 |                       | Örtomta                  | 58.41230, 15.92589   |                | Se fler bilder av denna byggnad · Ladda upp en till bild av denna byggnad |
| Östra Skrukeby kyrka (Skrukeby 7:1)                         | Kyrka med begravningsplats (1 byggnad)            | 1100-tal                             |                       | Skrukeby                 | 58.49967, 15.81873   |                | Se fler bilder av denna byggnad · Ladda upp en till bild av denna byggnad |

## Mjölby kommun
| Namn                                              | Ursprunglig funktion                   | Byggår             | Arkitekt | Plats | Läge               | Anläggnings-ID | Bild                                    |
| ------------------------------------------------- | -------------------------------------- | ------------------ | -------- | ----- | ------------------ | -------------- | --------------------------------------- |
| Appuna kyrka (Appuna 18:1)                        | Kyrka med begravningsplats (1 byggnad) | 1887               |          |       | 58.34267, 14.96135 |                | Ladda upp en till bild av denna byggnad |
| Bjälbo kyrka (Bjälbo 31:1)                        | Kyrka med begravningsplats (1 byggnad) | 1100-talet         |          |       | 58.37215, 15.00523 |                | Ladda upp en till bild av denna byggnad |
| Västra Hargs kyrka (Mjölby Hargs klockargård 1:4) | Kyrka med begravningsplats (1 byggnad) | 1815               |          |       | 58.26383, 15.25026 |                | Ladda upp en till bild av denna byggnad |
| Herrberga kyrka (Fredrika kyrka) (Herrberga 5:8)  | Kyrka med begravningsplats (1 byggnad) | 1797               |          |       | 58.38455, 15.19762 |                | Ladda upp en till bild av denna byggnad |
| Hogstads kyrka (Hogstad 23:1)                     | Kyrka med begravningsplats (1 byggnad) | 1100-talet         |          |       | 58.33367, 15.02513 |                | Ladda upp en till bild av denna byggnad |
| Högby kyrka (Lilla Skogsjö 1:1)                   | Kyrka med begravningsplats (1 byggnad) | 1872               |          |       | 58.35043, 15.09790 |                | Ladda upp en till bild av denna byggnad |
| Järstads kyrka (Järstad 9:1)                      | Kyrka med begravningsplats (1 byggnad) | 1200-talet         |          |       | 58.39154, 15.16701 |                | Ladda upp en till bild av denna byggnad |
| Kumla kyrka (Kumla kyrka 1:1)                     | Kyrka med begravningsplats (1 byggnad) | 1100-talet         |          |       | 58.33007, 14.88216 |                | Ladda upp en till bild av denna byggnad |
| Lundby kapell (Skattegården)                      | Boställe                               | 1962 (blev kapell) |          |       | koordinater saknas |                | Ladda upp en till bild av denna byggnad |
| Mjölby kyrka (Priorn 8)                           | Kyrka med begravningsplats (1 byggnad) | 1779               |          |       | 58.32609, 15.13101 |                | Ladda upp en till bild av denna byggnad |
| Normlösa kyrka (Normlösa 7:1)                     | Kyrka med begravningsplats (1 byggnad) | 1100-talet         |          |       | 58.41617, 15.22837 |                | Ladda upp en till bild av denna byggnad |
| Skeppsås kyrka (Skeppsås 4:1)                     | Kyrka med begravningsplats (1 byggnad) | 1100-talet         |          |       | 58.45362, 15.23161 |                | Ladda upp en till bild av denna byggnad |
| Sya kyrka (Sya kyrkojord 1:1)                     | Kyrka med begravningsplats (1 byggnad) | 1774               |          |       | 58.33615, 15.22709 |                | Ladda upp en till bild av denna byggnad |
| Vallerstads kyrka (Vallerstad 15:1)               | Kyrka med begravningsplats (1 byggnad) | 1833               |          |       | 58.42340, 15.14245 |                | Ladda upp en till bild av denna byggnad |
| Veta kyrka (Veta 11:1)                            | Kyrka med begravningsplats (1 byggnad) | 1100-talet         |          |       | 58.35543, 15.25891 |                | Ladda upp en till bild av denna byggnad |
| Viby kyrka (Viby 23:1)                            | Kyrka med begravningsplats (1 byggnad) | 1200               |          |       | 58.36820, 15.31152 |                | Ladda upp en till bild av denna byggnad |
| Vårfrukyrkan (Magistraten 1)                      | Kyrka (1 byggnad)                      | 1324               |          |       | 58.39485, 15.08670 |                | Ladda upp en till bild av denna byggnad |
| Väderstads kyrka (Väderstads kyrkoplan 1:1)       | Kyrka med begravningsplats (1 byggnad) | 1840               |          |       | 58.31306, 14.92566 |                | Ladda upp en till bild av denna byggnad |
| Östra Tollstads kyrka (Mathem 1:36)               | Kyrka med begravningsplats (1 byggnad) | 1886               |          |       | 58.33199, 15.31094 |                | Ladda upp en till bild av denna byggnad |

## Motala kommun
| Namn                                               | Ursprunglig funktion                   | Byggår       | Arkitekt                    | Plats              | Läge                 | Anläggnings-ID | Bild                                                                      |
| -------------------------------------------------- | -------------------------------------- | ------------ | --------------------------- | ------------------ | -------------------- | -------------- | ------------------------------------------------------------------------- |
| Asks kyrka (Ask 19:1)                              | Kyrka (1 byggnad)                      | 1100-talet   |                             | Ask                | 58.5186, 15.1347     |                | Se fler bilder av denna byggnad · Ladda upp en till bild av denna byggnad |
| Björkhällakyrkan (Brunneby-Hälla 1:10)             | Kyrka                                  | 1988         |                             |                    | koordinater saknas   |                | Ladda upp en bild av denna byggnad                                        |
| Charlottenborgs kyrka (Mariakyrkan) (Höljan 1)     | Kyrka (1 byggnad)                      | 1988         | Bengt Linder, Gösta Erikson | Motala             | 58.53817, 15.06511   |                | Ladda upp en bild av denna byggnad                                        |
| Fivelstads kyrka (Fivelstad 13:1)                  | Kyrka med begravningsplats (1 byggnad) | 1100-talet   | Albert Törnqvist            | Fivelstad          | 58.44193, 15.00244   |                | Se fler bilder av denna byggnad · Ladda upp en till bild av denna byggnad |
| Ekebyborna kyrka (Ekeby 5:1)                       | Kyrka med begravningsplats (1 byggnad) | 1100-talet   |                             | Ekebyborna         | 58.536111, 15.181389 |                | Se fler bilder av denna byggnad · Ladda upp en till bild av denna byggnad |
| Fornåsa kyrka (Fornåsa 21:1)                       | Kyrka med begravningsplats (1 byggnad) | 1100-talet   |                             | Fornåsa            | 58.48054, 15.23239   |                | Se fler bilder av denna byggnad · Ladda upp en till bild av denna byggnad |
| Godegårds kyrka (Godegårds kyrka 1:1)              | Kyrka med begravningsplats (1 byggnad) | 1251         |                             | 2 km S om Godegård | 58.729333, 15.156411 |                | Se fler bilder av denna byggnad · Ladda upp en till bild av denna byggnad |
| Klockrike kyrka (Josephine kyrka) (Klockrike 13:1) | Kyrka med begravningsplats (1 byggnad) | 1826         |                             | Klockrike kyrkby   | 58.50912, 15.33706   |                | Se fler bilder av denna byggnad · Ladda upp en till bild av denna byggnad |
| Kristbergs kyrka (Kristberg 6:1)                   | Kyrka med begravningsplats (1 byggnad) | 1200 (cirka) |                             | Kristberg          | 58.57620, 15.20931   |                | Se fler bilder av denna byggnad · Ladda upp en till bild av denna byggnad |
| Lillkyrkan (Smältdegeln 6)                         | Kyrka                                  | 1957         |                             |                    | koordinater saknas   |                | Ladda upp en till bild av denna byggnad                                   |
| Lönsås kyrka (Lönsås 8:1)                          | Kyrka med begravningsplats (1 byggnad) | 1100-talet   |                             | Lönsås             | 58.501622, 15.241147 |                | Se fler bilder av denna byggnad · Ladda upp en till bild av denna byggnad |
| Motala kyrka (Innerstaden 1:332)                   | Kyrka med begravningsplats (1 byggnad) | 1774         |                             | Motala             | 58.53536, 15.03869   |                | Se fler bilder av denna byggnad · Ladda upp en till bild av denna byggnad |
| Råssnäskyrkan (Jupiter 2)                          | Kyrka                                  | 1976         |                             |                    | koordinater saknas   |                | Ladda upp en till bild av denna byggnad                                   |
| Tjällmo kyrka (Tjällmo 5:1)                        | Kyrka med begravningsplats (1 byggnad) | 1200-talet   |                             | Tjällmo            | 58.71535, 15.35287   |                | Se fler bilder av denna byggnad · Ladda upp en till bild av denna byggnad |
| Varvs kyrka (Varvs kyrka 1:1)                      | Kyrka med begravningsplats (1 byggnad) | 1861         |                             | Varv               | 58.45731, 15.11428   |                | Se fler bilder av denna byggnad · Ladda upp en till bild av denna byggnad |
| Vinnerstads kyrka (Vinnerstad 7:34)                | Kyrka med begravningsplats (1 byggnad) | 1100-talet   |                             | Vinnerstad         | 58.51633, 15.08952   |                | Se fler bilder av denna byggnad · Ladda upp en till bild av denna byggnad |
| Västra Ny kyrka (Nykyrke 4:1)                      | Kyrka med begravningsplats (1 byggnad) | 1200-talet   |                             | Nykyrka            | 58.6199, 14.9716     |                | Se fler bilder av denna byggnad · Ladda upp en till bild av denna byggnad |
| Västra Stenby kyrka (Västra Stenby kyrka 1:1)      | Kyrka med begravningsplats (1 byggnad) | 1812         |                             | Västra Stenby      | 58.48479, 15.04965   |                | Se fler bilder av denna byggnad · Ladda upp en till bild av denna byggnad |
| Älvestads kyrka (Älvestad 11:1)                    | Kyrka med begravningsplats (1 byggnad) | 1100-talet   |                             | Älvestad           | 58.4457, 15.2968     |                | Se fler bilder av denna byggnad · Ladda upp en till bild av denna byggnad |

## Norrköpings kommun
| Namn                                          | Ursprunglig funktion                                   | Byggår     | Arkitekt             | Plats        | Läge                 | Anläggnings-ID | Bild                                                                      |
| --------------------------------------------- | ------------------------------------------------------ | ---------- | -------------------- | ------------ | -------------------- | -------------- | ------------------------------------------------------------------------- |
| Borgs kyrka (Borg 14:10)                      | Kyrka med begravningsplats (1 byggnad)                 | 1803       |                      |              | 58.57368, 16.09599   |                | Se fler bilder av denna byggnad · Ladda upp en till bild av denna byggnad |
| Dagsbergs kyrka (Dagsberg 3:4)                | Kyrka med begravningsplats (1 byggnad)                 | 1779       |                      | Dagsberg     | 58.582222, 16.316944 |                | Se fler bilder av denna byggnad · Ladda upp en till bild av denna byggnad |
| Furingstads kyrka (Furingstad 9:1)            | Kyrka med begravningsplats (1 byggnad)                 | 1100-talet |                      | Furingstad   | 58.55544, 16.34448   |                | Se fler bilder av denna byggnad · Ladda upp en till bild av denna byggnad |
| Hedvigs kyrka (Hedvigs kyrka 1)               | Kyrka (1 byggnad)                                      | 1673       |                      | Norrköping   | 58.59278, 16.18789   |                | Se fler bilder av denna byggnad · Ladda upp en till bild av denna byggnad |
| Häradshammars kyrka (Häradshammar 7:1)        | Kyrka med begravningsplats (1 byggnad)                 | 1806       |                      | Häradshammar | 58.55771, 16.60270   |                | Se fler bilder av denna byggnad · Ladda upp en till bild av denna byggnad |
| Jonsbergs kyrka (Jonsberg 4:2)                | Kyrka med begravningsplats (1 byggnad)                 | 1726       |                      | Jonsberg     | 58.52471, 16.82815   |                | Se fler bilder av denna byggnad · Ladda upp en till bild av denna byggnad |
| Kimstads kyrka (Kimstad 25:1)                 | Kyrka med begravningsplats (1 byggnad)                 | 1100-talet |                      | Kimstad      | 58.53959, 15.97351   |                | Se fler bilder av denna byggnad · Ladda upp en till bild av denna byggnad |
| Klockaregårdens kyrka (Klarinetten 4)         | Kyrka (1 byggnad)                                      | 1980       |                      | Norrköping   | 58.57710, 16.13314   |                | Se fler bilder av denna byggnad · Ladda upp en till bild av denna byggnad |
| Konungsunds kyrka (Konungsund 5:4)            | Kyrka med begravningsplats (1 byggnad)                 | 1802       |                      |              | 58.569981, 16.3982   |                | Se fler bilder av denna byggnad · Ladda upp en till bild av denna byggnad |
| Krokeks kyrka (Orrekulla 1:3)                 | Kyrka med begravningsplats (1 byggnad)                 | 1896       | Fritz Eckert         | Krokek       | 58.66318, 16.39144   |                | Se fler bilder av denna byggnad · Ladda upp en till bild av denna byggnad |
| Kuddby kyrka (Fiskeberga 1:1)                 | Kyrka med begravningsplats (1 byggnad)                 | 1828       |                      | Kuddby       | 58.52831, 16.47456   |                | Se fler bilder av denna byggnad · Ladda upp en till bild av denna byggnad |
| Kullerstads kyrka (Kullerstad 14:1)           | Kyrka med begravningsplats (1 byggnad)                 | 1200-talet |                      | Kullerstad   | 58.58026, 15.94358   |                | Se fler bilder av denna byggnad · Ladda upp en till bild av denna byggnad |
| Kvarsebo kyrka (Kvarsebo 5:2)                 | Kyrka med begravningsplats (1 byggnad)                 | 1808       |                      | Kvarsebo     | 58.64485, 16.62608   |                | Se fler bilder av denna byggnad · Ladda upp en till bild av denna byggnad |
| Kvillinge kyrka (Kvillinge 6:1)               | Kyrka med begravningsplats (1 byggnad)                 | 1100-talet |                      | Kvillinge    | 58.647667, 16.134306 |                | Se fler bilder av denna byggnad · Ladda upp en till bild av denna byggnad |
| Lindö kapell (Lotsen 10)                      | Kyrka sammanbyggd med församlingshem (1 byggnad)       | 1936       | Kurt von Schmalensee | Lindö        | 58.60858, 16.25215   |                | Se fler bilder av denna byggnad · Ladda upp en till bild av denna byggnad |
| Matteus kyrka (Marielund 1:6)                 | Kyrka med kyrkotomt, f.d. begravningsplats (1 byggnad) | 1892       | Helgo Zettervall     | Norrköping   | 58.59308, 16.17178   |                | Se fler bilder av denna byggnad · Ladda upp en till bild av denna byggnad |
| Rönö kyrka (Rönö 2:1)                         | Kyrka med begravningsplats (1 byggnad)                 | 1642       |                      |              | 58.44898, 16.74182   |                | Se fler bilder av denna byggnad · Ladda upp en till bild av denna byggnad |
| Sankt Johannes kyrka (Sankt Johannes kyrka 1) | Kyrka med begravningsplats (1 byggnad)                 | 1906       |                      | Norrköping   | 58.57666, 16.19729   |                | Se fler bilder av denna byggnad · Ladda upp en till bild av denna byggnad |
| Sankt Olai kyrka (Sankt Olai kyrka 1)         | Kyrka med begravningsplats (1 byggnad)                 | 1767       |                      | Norrköping   | 58.59005, 16.18942   |                | Se fler bilder av denna byggnad · Ladda upp en till bild av denna byggnad |
| Simonstorps kyrka (Simonstorp 1:84)           | Kyrka med begravningsplats (1 byggnad)                 | 1650       |                      | Simonstorp   | 58.78143, 16.16061   |                | Se fler bilder av denna byggnad · Ladda upp en till bild av denna byggnad |
| Skärkinds gamla kyrka (Backa 3:1)             | Kyrka med begravningsplats (1 byggnad)                 | 1100-talet |                      | Skärkind     | 58.47104, 15.99085   |                | Ladda upp en bild av denna byggnad                                        |
| Skärkinds kyrka (Skärkinds kyrka 2:1)         | Kyrka med kyrkotomt (1 byggnad)                        | 1836       |                      | Skärkind     | 58.46776, 15.98501   |                | Se fler bilder av denna byggnad · Ladda upp en till bild av denna byggnad |
| Styrstads kyrka (Styrstad 9:4)                | Kyrka med begravningsplats (1 byggnad)                 | 1100-talet |                      | Styrstad     | 58.56179, 16.26942   |                | Se fler bilder av denna byggnad · Ladda upp en till bild av denna byggnad |
| Svärtinge kyrka (Svärtinge 66:4)              | Kyrka                                                  | 1994       |                      |              | koordinater saknas   |                | Ladda upp en till bild av denna byggnad                                   |
| Söderledskyrkan (Örhänget 1)                  | Kyrka (1 byggnad)                                      | 1970       |                      | Norrköping   | 58.574167, 16.166778 |                | Se fler bilder av denna byggnad · Ladda upp en till bild av denna byggnad |
| Tingstads kyrka (Tingstad 11:6)               | Kyrka med begravningsplats (1 byggnad)                 | 1200-talet |                      | Tingstad     | 58.52921, 16.29159   |                | Se fler bilder av denna byggnad · Ladda upp en till bild av denna byggnad |
| Tåby kyrka (Tåby 8:1)                         | Kyrka med begravningsplats (1 byggnad)                 | 1100-talet |                      | Tåby         | 58.5141, 16.3616     |                | Se fler bilder av denna byggnad · Ladda upp en till bild av denna byggnad |
| Vånga kyrka (Vånga kyrkojord 2:1)             | Kyrka med begravningsplats (1 byggnad)                 | 1962       |                      | Vånga        | 58.57901, 15.81211   |                | Se fler bilder av denna byggnad · Ladda upp en till bild av denna byggnad |
| Å kyrka (Å-Åkerby 1:2)                        | Kyrka med begravningsplats (1 byggnad)                 | 1846       |                      |              | 58.496081, 16.502286 |                | Se fler bilder av denna byggnad · Ladda upp en till bild av denna byggnad |
| Ättetorpskyrkan (Ättetorp 1:48)               | Kyrka sammanbyggd med församlingshem (1 byggnad)       | 1962       | Kurt von Schmalensee | Åby          | 58.66942, 16.17473   |                | Se fler bilder av denna byggnad · Ladda upp en till bild av denna byggnad |
| Östra Eneby kyrka (Enebymo 1:4)               | Kyrka med begravningsplats (1 byggnad)                 | 1100-talet |                      |              | 58.60963, 16.13642   |                | Se fler bilder av denna byggnad · Ladda upp en till bild av denna byggnad |
| Östra Husby kyrka (Stora Gyllinge 1:2)        | Kyrka med begravningsplats (1 byggnad)                 | 1809       |                      | Östra Husby  | 58.58030, 16.56358   |                | Se fler bilder av denna byggnad · Ladda upp en till bild av denna byggnad |
| Östra Ny kyrka (Östra Ny prästgård 1:5)       | Kyrka med begravningsplats (1 byggnad)                 | 1200-talet |                      | Östra Ny     | 58.49579, 16.56253   |                | Se fler bilder av denna byggnad · Ladda upp en till bild av denna byggnad |
| Östra Stenby kyrka (Östra Stenby kyrka 1:1)   | Kyrka med begravningsplats (1 byggnad)                 | 1200-talet |                      | Östra Stenby | 58.582519, 16.476292 |                | Se fler bilder av denna byggnad · Ladda upp en till bild av denna byggnad |

## Söderköpings kommun
| Namn                                              | Ursprunglig funktion                                   | Byggår     | Arkitekt       | Plats        | Läge                 | Anläggnings-ID | Bild                                                                      |
| ------------------------------------------------- | ------------------------------------------------------ | ---------- | -------------- | ------------ | -------------------- | -------------- | ------------------------------------------------------------------------- |
| Börrums kyrka (Börrum 7:1)                        | Kyrka med begravningsplats (1 byggnad)                 | 1718       |                | Börrum       | 58.34570, 16.59840   |                | Se fler bilder av denna byggnad · Ladda upp en till bild av denna byggnad |
| Drothems kyrka (Tunnbindaren 3)                   | Kyrka (1 byggnad)                                      | 1200-talet |                | Söderköping  | 58.48086, 16.31591   |                | Se fler bilder av denna byggnad · Ladda upp en till bild av denna byggnad |
| Gårdeby kyrka (Gårdeby kyrka 1:1)                 | Kyrka med begravningsplats (1 byggnad)                 | 1200-talet |                |              | 58.44555, 16.09737   |                | Se fler bilder av denna byggnad · Ladda upp en till bild av denna byggnad |
| Mogata kyrka (Stengården 2:1)                     | Kyrka med begravningsplats (1 byggnad)                 | 1844       | Axel Lindegren | Mogata       | 58.45186, 16.44912   |                | Se fler bilder av denna byggnad · Ladda upp en till bild av denna byggnad |
| Sankta Anna gamla kyrka (Söderköping Bostebo 5:7) | Kyrka (1 byggnad)                                      | 1300-talet |                |              | 58.35102, 16.70532   |                | Se fler bilder av denna byggnad · Ladda upp en till bild av denna byggnad |
| Sankt Anna kyrka (Sankt Anna kyrka 1:1)           | Kyrka med begravningsplats (1 byggnad)                 | 1821       |                |              | 58.34429, 16.70450   |                | Se fler bilder av denna byggnad · Ladda upp en till bild av denna byggnad |
| Sankt Laurentii kyrka (Sankt Lars 4)              | Kyrka med kyrkotomt, f.d. begravningsplats (1 byggnad) | 1497       |                | Söderköping  | 58.480203, 16.319364 |                | Se fler bilder av denna byggnad · Ladda upp en till bild av denna byggnad |
| Skällviks kyrka (Skällvik 3:1)                    | Kyrka med begravningsplats (1 byggnad)                 | 1300-talet |                |              | 58.432222, 16.588889 |                | Se fler bilder av denna byggnad · Ladda upp en till bild av denna byggnad |
| Skönberga kyrka (Skönberga prästgård 3:1)         | Kyrka med begravningsplats (1 byggnad)                 | 1170-talet |                | Skönberga    | 58.46537, 16.35861   |                | Se fler bilder av denna byggnad · Ladda upp en till bild av denna byggnad |
| Västra Husby kyrka (Västra Husby 6:1)             | Kyrka med begravningsplats (1 byggnad)                 | 1820       |                | Västra Husby | 58.49168, 16.17930   |                | Se fler bilder av denna byggnad · Ladda upp en till bild av denna byggnad |
| Östra Ryds kyrka (Ryds klockargård 2:1)           | Kyrka med begravningsplats (1 byggnad)                 | 1200-talet |                | Östra Ryd    | 58.40561, 16.16923   |                | Se fler bilder av denna byggnad · Ladda upp en till bild av denna byggnad |

## Vadstena kommun
| Namn                                 | Ursprunglig funktion                                                               | Byggår     | Arkitekt | Plats | Läge               | Anläggnings-ID | Bild                                    |
| ------------------------------------ | ---------------------------------------------------------------------------------- | ---------- | -------- | ----- | ------------------ | -------------- | --------------------------------------- |
| Hagebyhöga kyrka (Hagebyhöga 8:1)    | Kyrka med begravningsplats (1 byggnad)                                             | 1120-talet |          |       | 58.46749, 14.97481 |                | Ladda upp en till bild av denna byggnad |
| Herrestads kyrka (Herrestad 16:1)    | Kyrka med begravningsplats (2 byggnader)                                           | 1110-talet |          |       | 58.39000, 14.81157 |                | Ladda upp en till bild av denna byggnad |
| Hovs kyrka (Hov 19:1)                | Kyrka med begravningsplats (2 byggnader)                                           | 1100-talet |          |       | 58.37879, 14.91833 |                | Ladda upp en till bild av denna byggnad |
| Källstads kyrka (Källstad 14:1)      | Kyrka med begravningsplats (1 byggnad)                                             | 1100-talet |          |       | 58.37730, 14.77488 |                | Ladda upp en till bild av denna byggnad |
| Nässja kyrka (Nässja 7:1)            | Kyrka med begravningsplats (1 byggnad)                                             | 1200-talet |          |       | 58.46359, 14.80849 |                | Ladda upp en till bild av denna byggnad |
| Orlunda kyrka (Orlunda 17:1)         | Kyrka med begravningsplats (1 byggnad)                                             | 1890       |          |       | 58.41259, 14.97848 |                | Ladda upp en till bild av denna byggnad |
| Rogslösa kyrka (Rogslösa 4:1)        | Kyrka med begravningsplats (2 byggnader)                                           | 1200-talet |          |       | 58.38289, 14.74205 |                | Ladda upp en till bild av denna byggnad |
| Strå kyrka (Strå 4:1)                | Kyrka med begravningsplats (1 byggnad)                                             | 1100-talet |          |       | 58.40882, 14.89571 |                | Ladda upp en till bild av denna byggnad |
| Vadstena klosterkyrka (Örtagården 1) | Kyrka med begravningsplats, kloster, bostadshus, palats och stadsvilla (1 byggnad) | 1430       |          |       | 58.45077, 14.89145 |                | Ladda upp en till bild av denna byggnad |
| Väversunda kyrka (Väversunda 27:1)   | Kyrka med begravningsplats (1 byggnad)                                             | 1100-talet |          |       | 58.34658, 14.71051 |                | Ladda upp en till bild av denna byggnad |
| Örberga kyrka (Örberga 8:1)          | Kyrka med begravningsplats (2 byggnader)                                           | 1100-talet |          |       | 58.43461, 14.80260 |                | Ladda upp en till bild av denna byggnad |

## Valdemarsviks kommun
| Namn                                          | Ursprunglig funktion                     | Byggår | Arkitekt | Plats | Läge               | Anläggnings-ID | Bild                                    |
| --------------------------------------------- | ---------------------------------------- | ------ | -------- | ----- | ------------------ | -------------- | --------------------------------------- |
| Gryts kyrka och Sankt Olofs kapell (Gryt 1:1) | Kyrka med begravningsplats (2 byggnader) | 1800   |          |       | 58.18553, 16.80022 |                | Ladda upp en till bild av denna byggnad |
| Gusums kyrka (Gusum 4:6)                      | Kyrka (1 byggnad)                        | 1731   |          |       | 58.25683, 16.49082 |                | Ladda upp en till bild av denna byggnad |
| Ringarums kyrka (Ringarums prästgård 3:1)     | Kyrka med begravningsplats (1 byggnad)   | 1779   |          |       | 58.33353, 16.44896 |                | Ladda upp en till bild av denna byggnad |
| Tryserums kyrka (Snällebo 7:1)                | Kyrka med begravningsplats (1 byggnad)   | 1784   |          |       | 58.14649, 16.60233 |                | Ladda upp en till bild av denna byggnad |
| Valdemarsviks kyrka (Tornet 8)                | Kyrka (1 byggnad)                        | 1877   |          |       | 58.20661, 16.60137 |                | Ladda upp en till bild av denna byggnad |
| Östra Eds kyrka (Östra Eds kyrka 1:1)         | Kyrka med begravningsplats (1 byggnad)   | 1785   |          |       | 58.02833, 16.66927 |                | Ladda upp en till bild av denna byggnad |

## Ydre kommun
| Namn                             | Ursprunglig funktion                   | Byggår     | Arkitekt                        | Plats        | Läge                 | Anläggnings-ID | Bild                                                                      |
| -------------------------------- | -------------------------------------- | ---------- | ------------------------------- | ------------ | -------------------- | -------------- | ------------------------------------------------------------------------- |
| Asby kyrka (Asby 2:125)          | Kyrka med begravningsplats (1 byggnad) | 1200-talet |                                 | Asby         | 57.903889, 15.205    |                | Se fler bilder av denna byggnad · Ladda upp en till bild av denna byggnad |
| Norra Vi kyrka (Ribbingshov 1:2) | Kyrka med begravningsplats (1 byggnad) | 1774       |                                 | Norra Vi     | 57.884908, 15.350381 |                | Se fler bilder av denna byggnad · Ladda upp en till bild av denna byggnad |
| Sunds kyrka (Sund 3:1)           | Kyrka med begravningsplats (1 byggnad) | 1795       | Casper Seurling, Olof Tempelman | Sunds kyrkby | 57.86292, 15.24625   |                | Se fler bilder av denna byggnad · Ladda upp en till bild av denna byggnad |
| Svinhults kyrka (Bona 1:6)       | Kyrka med begravningsplats (1 byggnad) | 1876       | Johan Granqvist                 | Svinhult     | 57.75361, 15.37962   |                | Se fler bilder av denna byggnad · Ladda upp en till bild av denna byggnad |
| Torpa kyrka (Bona 1:6)           | Kyrka med begravningsplats (1 byggnad) | 1400-talet |                                 | Torpa        | 57.962, 15.1438      |                | Se fler bilder av denna byggnad · Ladda upp en till bild av denna byggnad |
| Västra Ryds kyrka (Rydsnäs 1:2)  | Kyrka med begravningsplats (1 byggnad) | 1882       | Albert Törnqvist                | Västra Ryd   | 57.80121, 15.14748   |                | Se fler bilder av denna byggnad · Ladda upp en till bild av denna byggnad |

## Åtvidabergs kommun
| Namn                                             | Ursprunglig funktion                   | Byggår                                          | Arkitekt                   | Plats      | Läge                 | Anläggnings-ID | Bild                                                                      |
| ------------------------------------------------ | -------------------------------------- | ----------------------------------------------- | -------------------------- | ---------- | -------------------- | -------------- | ------------------------------------------------------------------------- |
| Björsäters kyrka (Björsäter 4:1)                 | Kyrka med begravningsplats (1 byggnad) | 1801                                            | Casper Seurling            | Björsäter  | 58.33619, 16.02197   |                | Se fler bilder av denna byggnad · Ladda upp en till bild av denna byggnad |
| Grebo kyrka (Lundby 1:3)                         | Kyrka med begravningsplats (1 byggnad) | 1773                                            |                            | Grebo      | 58.298336, 15.864492 |                | Se fler bilder av denna byggnad · Ladda upp en till bild av denna byggnad |
| Gärdserums kyrka (Lundby 1:3)                    | Kyrka med begravningsplats (1 byggnad) | 1857                                            | Fredrik Wilhelm Scholander | Gärdserum  | 58.159197, 16.168672 |                | Se fler bilder av denna byggnad · Ladda upp en till bild av denna byggnad |
| Hannäs kyrka (Hannäs kyrka 2:1)                  | Kyrka med begravningsplats (1 byggnad) | 1885                                            | Albert Törnqvist           | Hannäs     | 58.15254, 16.32614   |                | Se fler bilder av denna byggnad · Ladda upp en till bild av denna byggnad |
| Stora kyrkan (Åtvids nya kyrka) (Åtvidaberg 6:6) | Kyrka (1 byggnad)                      | 1885                                            |                            | Åtvidaberg | 58.19797, 15.99576   |                | Se fler bilder av denna byggnad · Ladda upp en till bild av denna byggnad |
| Värna kyrka (Kyrkeby 3:1)                        | Kyrka med begravningsplats (1 byggnad) | 1500 (cirka)                                    |                            | Värna      | 58.31397, 15.92499   |                | Se fler bilder av denna byggnad · Ladda upp en till bild av denna byggnad |
| Yxnerums kyrka (Borkhult 3:1)                    | Kyrka med begravningsplats             | 1804                                            |                            |            | koordinater saknas   |                | Ladda upp en till bild av denna byggnad                                   |
| Åtvids gamla kyrka (Åtvidaberg 6:48)             | Kyrka med begravningsplats (1 byggnad) | 1957 (Medeltiden, riven 1887, återuppbygd 1957) |                            | Åtvidaberg | 58.19667, 15.99548   |                | Se fler bilder av denna byggnad · Ladda upp en till bild av denna byggnad |
| Åtvids gravkapell (Åtvidaberg 6:23)              | Gravkapell med begravningsplats        | 1931                                            |                            |            | koordinater saknas   |                | Ladda upp en bild av denna byggnad                                        |

## Ödeshögs kommun
| Namn                                   | Ursprunglig funktion                     | Byggår     | Arkitekt | Plats | Läge               | Anläggnings-ID | Bild                                    |
| -------------------------------------- | ---------------------------------------- | ---------- | -------- | ----- | ------------------ | -------------- | --------------------------------------- |
| Heda kyrka (Heda 7:1)                  | Kyrka med begravningsplats (1 byggnad)   | 1100-talet |          |       | 58.28639, 14.70355 |                | Ladda upp en till bild av denna byggnad |
| Röks kyrka (Rök 2:1)                   | Kyrka med begravningsplats (1 byggnad)   | 1845       |          |       | 58.29531, 14.77560 |                | Ladda upp en till bild av denna byggnad |
| Stora Åby kyrka (Åby 27:1)             | Kyrka med begravningsplats (2 byggnader) | 1100-talet |          |       | 58.23981, 14.71030 |                | Ladda upp en till bild av denna byggnad |
| Svanshals kyrka (Svanshals 9:1)        | Kyrka med begravningsplats (1 byggnad)   | 1100-talet |          |       | 58.32494, 14.80405 |                | Ladda upp en till bild av denna byggnad |
| Trehörna kyrka (Trehörna 3:1)          | Kyrka med begravningsplats (1 byggnad)   | 1861       |          |       | 58.15542, 14.84305 |                | Ladda upp en till bild av denna byggnad |
| Västra Tollstads kyrka (Tollstad 11:1) | Kyrka med begravningsplats (1 byggnad)   | 1100-talet |          |       | 58.2777, 14.6558   |                | Ladda upp en till bild av denna byggnad |
| Ödeshögs kyrka (Ödeshög 20:1)          | Kyrka med begravningsplats (1 byggnad)   | 1100-talet |          |       | 58.23019, 14.65393 |                | Ladda upp en till bild av denna byggnad |